# Chambre de commerce et d'industrie de l'Eure
La chambre de commerce et d'industrie de l’Eure est la CCI du département de l’Eure. Son siège est à Évreux rue de l'Industrie. Elle résulte de la fusion des chambres de commerce d'Évreux et de Pont-Audemer.
Elle possède 4 antennes à Pont-Audemer, Bernay, Verneuil-sur-Avre et aux Andelys.
Elle fait partie de la chambre régionale de commerce et d'industrie Haute-Normandie.

## Missions
À ce titre, elle est un organisme chargé de représenter les intérêts des entreprises commerciales, industrielles et de service de l’Eure et de leur apporter certains services. C'est un établissement public qui gère en outre des équipements au profit de ces entreprises.
Comme toutes les CCI, elle est placée sous la tutelle du préfet du département représentant le ministère chargé de l'industrie et le ministère chargé des PME, du Commerce et de l'Artisanat.

### Service aux entreprises
- Centre de formalités des entreprises
- Assistance technique au commerce
- Assistance technique à l'industrie
- Assistance technique aux entreprises de service

### Centres de formation
- ESCCI : Écoles supérieures de la chambre de commerce et d'industrie de l'Eure

## Historique
La CCI de l'Eure disparaît au profit de la chambre de commerce et d'industrie Portes de Normandie à compter du 1er janvier 2016.

## Liste des présidents
- ca 1930 : Paul Lemaire
- 1992-2001 : Édouard Labelle
- Gilles Treuil

## Pour approfondir